# Дровяной переулок (Санкт-Петербург)

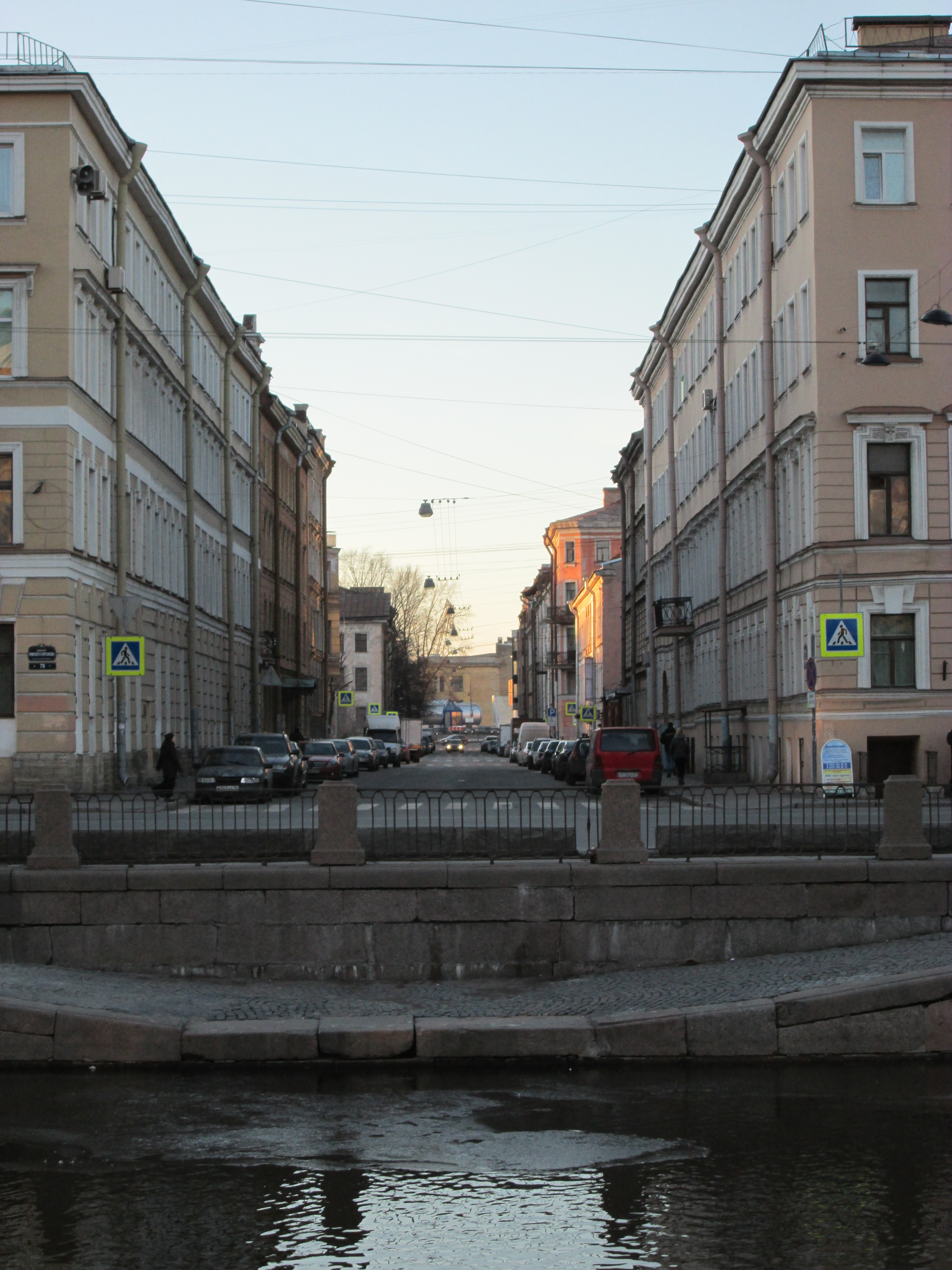
Вид от проспекта Римского-Корсакова

Дровяно́й переулок — переулок в Адмиралтейском районе Санкт-Петербурга. Проходит от набережной реки Пряжки до проспекта Римского-Корсакова.

## История названия
20 августа 1739 года присвоено наименование Морская Харчевая улица, название связано с расположением улицы напротив Адмиралтейской Харчевной площади, предназначенной для привоза съестных припасов. Позже параллельно существовало название Упраздненная улица.
Современное название Дровяной переулок известно с 1801 года, дано по находящемуся поблизости на берегу реки Мойки дровяного запасного «магазейна», учреждённого Екатериной II «дабы продать зимою бедным людям дрова за такую же цену, как летом оные покупают».

## История
Улица возникла в первой половине XVIII века.
В 1860 году эстонская община основала церковь имени Святого Апостола Иоанна на Малой Коломне в Дровяном переулке. В соседнем дома размещались приют, богадельня и эстонская школа.

## Достопримечательности
- В доме 4, (архитектор Розенштейн) жил и работал художник Добужинский.

## Пересечения
- набережная реки Пряжки
- площадь Кулибина с Витебской улицей, улицей Союза Печатников и Псковской улицей
- проспект Римского-Корсакова

## Транспорт
Ближайшие станции метро — «Нарвская», «Балтийская», а также «Сенная площадь», «Спасская» и «Садовая».